# Maria Tomaselli

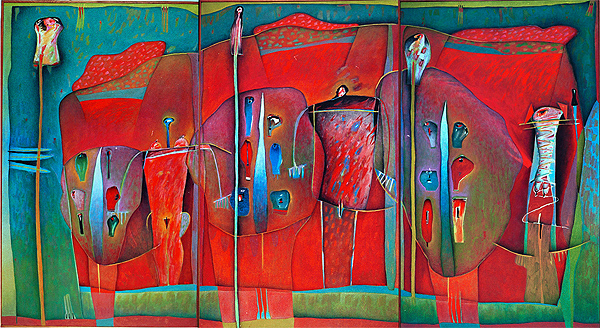
Três semanas, acrílico sobre tela, 1995. Acervo do MARGS

Maria Tomaselli Cirne Lima (Innsbruck, 1941) é uma pintora e gravadora austro-brasileira.
Estudou filosofia na terra natal. Veio para o Brasil em 1965, estabelecendo-se em Porto Alegre. Estudou pintura com Iberê Camargo, escultura com Xico Stockinger e gravura com Eduardo Sued, Danúbio Gonçalves e Anna Letycia Quadros.
Artista socialmente engajada, Maria Tomaselli incorpora questões filosóficas ao seu trabalho, questiona a arte e procura promover o intercâmbio de experiências e reflexões com outros artistas. Atuava também como cronista e colaboradora de cultura do Segundo Caderno do jornal Zero Hora até 2006.
Em 1978, participou da 1ª Bienal Latino-americana de São Paulo, na Fundação Bienal.
Participou de inúmeras exposições, coletivas e individuais, no Brasil, na Europa e América Latina. Em 1999, participou da II Bienal do Mercosul, em Porto Alegre, como artista convidada.
É casada com Carlos Roberto Velho Cirne Lima.
Possui doutorado em Filosofia realizado na Áustria.
Em 2015, lançou o romance Kai, que conta histórias sobre a vida da autora, Maria Tomaselli e seu marido, Carlos Cirne Lima. Em 2019, ela lançou o livro Ela se Chama Azelene que explora temas como desigualdade social e sistema carcerário, demonstrando perplexidade frente a um contexto social desigual.
Em 2019, O cineasta Henrique de Freitas Lima realizou uma série de documentários que tinha como objetivo resgatar vida e obra de artistas gaúchos. O terceiro episódio foi dedicado a Maria Tomaselli.

## Oca-Maloca
Entre 1988 e 1989, ela montou a instalação Oca-Maloca que atualmente pertence ao acervo do museu de Brasília.
Trata-se de uma instalação realizada com João Melquíades. (Pedreiro com habilidades de carpintaria que auxiliou a artista na realização da Oca-Maloca, considerado por ela seu co-autor)
Segundo Fernanda Werneck Côrtes,a realização da instalação foi iniciada em 1988, a partir da utilização de pedaços de madeira retirados de casas que estavam sendo demolidas à época, o que confere cores variadas ao exterior da obra. Com uma área de aproximadamente 10m², a instalação teve então o seu interior preenchido por trabalhos de diversos artistas.
Em 2010, foi realizado o projeto Restauro - O Retorno da Oca Maloca, no qual a artista restaurou e remontou a obra que discute a arte em si, o fazer coletivo e a estética urbana. Inicialmente será exposta em Brasília, depois em São Paulo e no Rio de Janeiro, apresentando as habitações, que nas palavras da própria artista, são o abrigo do corpo e do espírito. Ao final, a obra será devolvida ao MAB restaurada.